# Liste von Zinnfigurenmuseen
Dies ist eine Liste von Zinnfigurenmuseen und offen zugänglichen Zinnfigurensammlungen.
Die Zahl der Zinnfiguren in einer Sammlung und die Zahl der Dioramen sind wesentliche Größen bei Zinnmuseen. Beide Zahlen geben aber noch keine Auskunft über die Qualität einer Sammlung. Manche Museen legen den Schwerpunkt auf Schlachtendarstellungen, andere wiederum stellen fremde Kulturen dar, wieder andere bringen auch Themen wie Krippenspiele etc. Die Vielfalt der Möglichkeiten ist nicht begrenzt.
Bekannte Zinnfigurenmuseen und öffentlich zugängliche Privatsammlungen, alphabetisch sortiert nach Ort:

## Liste
| Ort                 | Museum / Sammlung                         | Zinnfiguren | Staat – Region        | Anmerkungen                                                                                      |
| ------------------- | ----------------------------------------- | ----------- | --------------------- | ------------------------------------------------------------------------------------------------ |
| Bad Bergzabern      | Zinnfigurenmuseum Bad Bergzabern          | 20.000      | – Rheinland-Pfalz     | 140 Schaubilder                                                                                  |
| Burgdorf            | Burgdorfer Zinnfigurensammlung            |             | – Niedersachsen       | ca. 150 Dioramen sowie weitere Kleindioramen                                                     |
| Eberbach            | Eberbacher Zinnfigurenkabinett            |             | – Baden-Württemberg   |                                                                                                  |
| Eschwege            | Eschweger Zinnfigurenkabinett             | 20.000      | – Hessen              | ca. 200 Dioramen                                                                                 |
| Fallbach            | Zinnfigurensammlung Schloss Loosdorf      | 14.000      | – Niederösterreich    | Privatsammlung                                                                                   |
| Freiburg            | Zinnfigurenklause                         | 9.000       | – Baden-Württemberg   | 21 Dioramen                                                                                      |
| Full-Reuenthal      | Schweizerisches Militärmuseum Full        | 100.000     | - Aargau              | Präsentation der Sammlung Reber Weltgeschichte in Zinn gegossen                                  |
| Goslar              | Zinnfiguren-Museum Goslar                 | 15.000      | – Niedersachsen       | Sonderausstellungen zu fremden Kulturen                                                          |
| Grüningen ZH        | Zinnfigurenmuseum in Grüningen ZH         | 10.000      | – Zürich              | ca. 50 Dioramen                                                                                  |
| Hann. Münden        | Geschichte in Miniaturen e.V.             | 30.000      | – Niedersachsen       | Ausstellung auf 300 m². Laut Selbstangabe die größte Präsentation von Miniaturen im Maßstab 1/72 |
| Katzelsdorf         | Zinnfigurenwelt Katzelsdorf               | 30.000      | – Niederösterreich    |                                                                                                  |
| Konz                | Roscheider Hof Zinnfigurenausstellung     | 40.000      | – Rheinland-Pfalz     | Ausstellung auf 220 m²                                                                           |
| Kulmbach            | Deutsches Zinnfigurenmuseum               | 300.000     | – Bayern              | weltweit umfangreichste Sammlung. 20.000 Zinnfiguren im weltgrößten Diorama Konraditag 1553.     |
| Lebusa              | Zinnfigurenmuseum Lebusa                  | Tausende    | – Brandenburg         | Privatsammlung mit einigen Leihgaben von Zinnsammlern                                            |
| Leipzig             | Zinnfigurenmuseum im Torhaus Dölitz       | 100.000     | – Sachsen             | 12.000 Zinnfiguren im Diorama Völkerschlacht                                                     |
| Morges              | Le Château de Morges & ses Musées         | 10.000      | – Waadt               |                                                                                                  |
| Mülheim an der Ruhr | ZIMM – Zinnfigurenmuseum Mülheim          | 5.000       | – Nordrhein-Westfalen | Schwerpunkt: Musikerfiguren, Kavallerie-Musikkorps, Spielmannszüge, Seltenheiten und Dioramen    |
| Ommen               | Nationaal Tinnen Figuren Museum           | 100.000     | – Overijssel          | Ungewöhnliches, z. B. „Paradies“, „Grenzen“                                                      |
| Potsdam             | Zinnfigurenmuseum Potsdam                 | 25.000      | – Brandenburg         | Privatsammlung auf 850 m² (seit 2025 geschlossen)                                                |
| Punkaharju          | Zinnfigurenmuseum Hannuksela              | 6.000       | – Südsavo             | Deutsche Privatsammlung in Finnland                                                              |
| Rastatt             | Wehrgeschichtliches Museum Rastatt        | 6.000       | – Baden-Württemberg   | ein Großdiorama                                                                                  |
| Rheinsberg          | Zinnfigurenmuseum Rheinsberg              | 80.000      | – Brandenburg         | über 150 Dioramen                                                                                |
| Rudolstadt          | Rococo en miniature                       |             | – Thüringen           | Eine ganze Welt; sehr viel mehr als Zinnfiguren                                                  |
| Schmalkalden        | Zinnfigurenmuseum Historicum Schmalkalden | 20.000      | – Thüringen           | Privatsammlung vollplastischer Figuren auf 300 m²                                                |